# 聖公會歐洲教區
聖公會歐洲教區，又稱直布羅陀教區（英語：Diocese of Gibraltar in Europe），是英格蘭教會坎特伯里教省下面的一個教區。成立於1842年9月29日。
轄區包括英倫三島以外的整個歐洲大陸，橫跨歐亞的俄羅斯、外高加索和土耳其，亞洲的蒙古國、烏茲別克、土庫曼，以及非洲的摩洛哥，是英格蘭教會以至聖公宗面積最大的教區。
座堂是直布羅陀聖三一座堂（但主教府位於西薩塞克斯郡的克勞利），現任主教為盧偉意。下分一個副主教區、七個會吏長區及會吏區若干，管理317個堂區。

## 會吏長區

聖公會歐洲教區會吏長區
東部（東歐、俄羅斯、外高加索、中亞及土耳其）
法國（包括摩納哥）
西北歐（低地國家）
德國及北歐（德國、北歐五國、波羅的海三國）
瑞士
直布羅陀（西班牙、葡萄牙、安道爾、直布羅陀、摩洛哥）
義大利及馬爾他

- 直布羅陀（西班牙、葡萄牙、安道爾、直布羅陀、摩洛哥）
- 法國（包括摩納哥）
- 德國及北歐（德國、北歐五國、波羅的海三國）
- 瑞士
- 西北歐（低地國家）
- 義大利及馬爾他
- 東部（東歐、俄羅斯、外高加索、中亞及土耳其）